# Niccolò Cevoli del Carretto
Niccolò Cevoli, marchese del Carretto (Savona, 1650 – Volterra, 1705) è stato un medico e ciarlatano italiano naturalizzato francese col nome di Nicolas Cevoli, marquis de Carette.

Stemma della Casata dei Del Carretto.

Nato nella Repubblica di Genova, viaggiò in Europa occidentale e, dopo uno scandalo per falsi diplomi in Belgio, finì per stabilirsi in Francia nel 1694, dove ebbe successo con i suoi cosiddetti rimedi, frequentando e curando la piccola e grande nobiltà del suo tempo, che spesso aveva di lui una cattiva opinione.
Iniziata prima del suo arrivo in Francia, la ricerca di Carette per essere riconosciuto come legittimo erede al titolo di marchese e le terre della famiglia del Carretto in Toscana darà i suoi frutti nel 1698. Fu imprigionato a vita nel 1705 presso la fortezza di Volterra per ordine del Granduca Cosimo III de' Medici, in seguito alle minacce nei suoi confronti di avere un patrimonio maggiore. La sua data e luogo di morte sono sconosciuti, potrebbe essere morto malato nella fortezza lo stesso anno.

## Matrimoni e discendenti

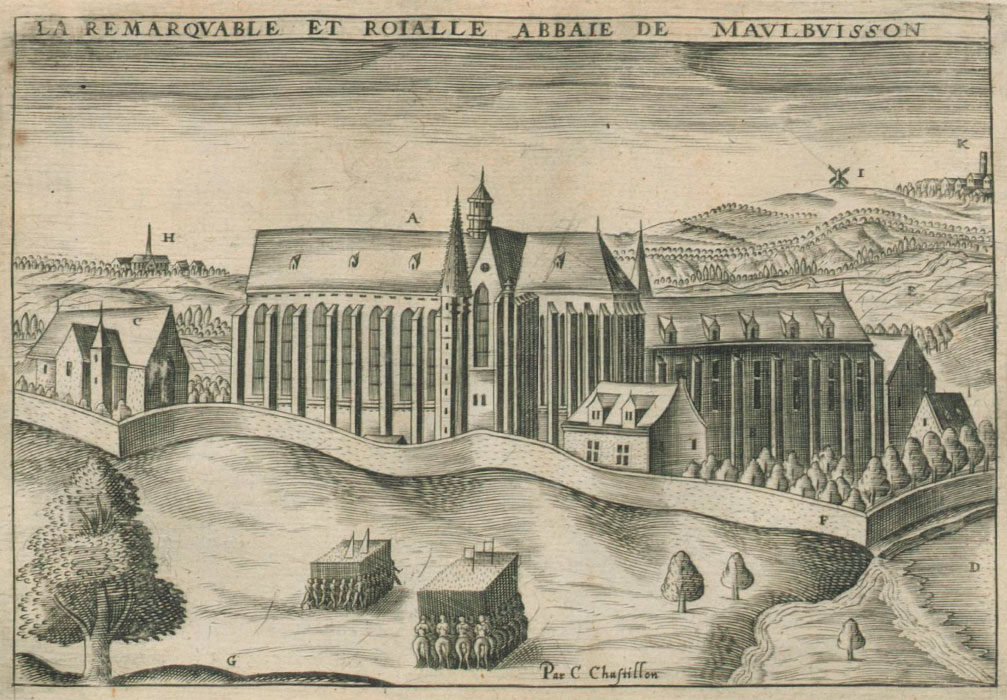
Abbazia di Maubuisson, Claude Chastillon, BNF (XVII secolo).

Fu sposato con sua cugina Giulia Maria Botta nel 1666, contro la sua volontà, e non consumò il matrimonio secondo Aldiberti.. Si sposò clandestinamente il 10 o 12 marzo 1681, Jeanne-Élisabeth de Formanoir (domina Joanna Elisabeth de Founaneri), figlia del signore belga Gérard de Formanoir e di Catherine-Thérèse Le Boucq. Carette e Formanoir hanno avuto due figli :
- Jean-Joseph-François-Marie Cevoli del Carretto, politico in Italia, nato a Tournai il 2 settembre 1689, e battezzato nella cattedrale di Notre-Dame a Tournai il 18 dello stesso mese.
- Monique-Julie Cévoli de(l) Caretto, nata intorno al 1685-86 e morta il 8 ottobre 1770 all'età di 84 anni, dopo 70 anni di professione religiosa presso l'abbazia di Maubuisson[3] · [4].